# 五横乡
五横乡，是中华人民共和国安徽省安庆市宜秀区下辖的一个乡镇级行政单位。

## 行政区划
五横乡下辖以下地区：
五横社区、曰公社区、杨亭村、白林村和虎山村。